# Campeonato Brasileño de Fútbol Serie D 2021
El Campeonato Brasileño de Serie D 2021 fue la decimotercera (13.ª) edición del campeonato de cuarta categoría del fútbol brasileño. Contó con la participación de 68 equipos, los cuales clasificaron por sus respectivos torneos estatales o por campeonatos organizados por cada una de las federaciones.
La competición comenzó el 26 de mayo de 2021 y finalizó el 13 de noviembre del mismo año.

## Sistema de juego
La competición contó una fase preliminar, con llaves eliminatorias, en el que participaron los segundos representantes de las ocho entidades estatales con peor posición en el Ranking Nacional de las Federaciones. Así, la fase de grupos de la Serie D contó con 64 equipos. Se dividieron en ocho grupos, con ocho equipos cada uno, con partidos de ida y vuelta. Los cuatro primeros de cada grupo se clasificaron para la segunda fase, totalizando 32 equipos. Estos se enfrentaron en llaves eliminatorias hasta la definición del campeón y ascenso a la Serie C 2022: segunda fase, octavos, cuartos de final, semifinales y final.

## Participantes
| Estado                             | Equipo                                                           | Vía de clasificación |
| ---------------------------------- | ---------------------------------------------------------------- | --- |
| Acre 2 cupos                       | Atlético - AC Gálvez                                             | Mejor ubicado del Campeonato Acreano 2020 Campeón del Campeonato Acreano 2020 |
| Alagoas 2 cupos                    | ASA Murici                                                       | Campeón Copa Alagoas 2020 Mejor ubicado del Campeonato Alagoano 2020 |
| Amapá 2 cupo                       | Santana Ypiranga                                                 | Subcampeón de Campeonato Amapaense 2020 Campeón de Campeonato Amapaense 2020 |
| Amazonas 2 cupos                   | Fast Clube Penarol                                               | Segundo mejor ubicado del Campeonato Amazonense 2020 Campeón del Campeonato Amazonense 2020 |
| Bahía 3 cupos                      | Atlético Alagoinhas Bahía de Feira Juazeirense                   | Mejor ubicado del Campeonato Baiano 2020 Tercer mejor ubicado del Campeonato Baiano 2020 Segundo mejor ubicado del Campeonato Baiano 2020                                                                        |
| Ceará 3 cupos                      | Atlético Cearense Caucaia Guarany de Sobral                      | Segundo ubicado del Campeonato Cearense 2020 Tercer mejor ubicado del Campeonato Cearense 2020 Mejor ubicado del Campeonato Cearense 2020                                                                        |
| Distrito Federal 2 cupos           | Brasiliense Gama                                                 | Subcampeón del Campeonato Brasiliense 2020 Campeón del Campeonato Brasiliense 2020 |
| Espírito Santo 2 cupos             | Rio Branco-ES Rio Branco VN                                      | Subcampeón de la Campeonato Capixaba 2020 Campeón del Campeonato Capixaba 2020 |
| Goiás 3 cupos                      | Aparecidense Goianésia Jaraguá                                   | Tercer mejor ubicado del Campeonato Goiano 2020 Mejor ubicado del Campeonato Goiano 2020 Segundo Mejor ubicado del Campeonato Goiano 2020                                                                        |
| Maranhão 2 cupos + adicional       | Imperatriz Juventude-MA Moto Club                                | 20.º puesto de la Serie C 2020 Segundo mejor ubicado del Campeonato Maranhense 2020 Mejor ubicado del Campeonato Maranhense 2020                                                                                 |
| Mato Grosso 2 cupos                | Nova Mutum União Rondonópolis                                    | Campeón del Campeonato Matogrossense 2020 Segundo mejor ubicado del Campeonato Matogrossense 2020 |
| Mato Grosso del Sur 2 cupos        | Aquidauanense Águia Negra                                        | Subcampeón del Campeonato Sul-Matogrossense 2020 Campeón del Campeonato Sul-Matogrossense 2020 |
| Minas Gerais 3 cupos + 1 adicional | Boa Esporte Caldense Patrocinense Uberlândia                     | 19.º puesto de la Serie C 2020 Mejor ubicado del Campeonato Mineiro 2020 Tercer mejor ubicado del Campeonato Mineiro 2020 Segundo mejor ubicado del Campeonato Mineiro 2020                                      |
| Pará 2 cupos                       | Castanhal Paragominas                                            | Mejor ubicado del Campeonato Paraense 2020 Segundo mejor ubicado del Campeonato Paraense 2020 |
| Paraíba 2 cupos + 1 adicional      | Sousa Campinense Treze                                           | Segundo mejor ubicado del Campeonato Paraibano 2020 Mejor ubicado del Campeonato Paraibano 2020 17.º puesto de la Serie C 2020                                                                                   |
| Paraná 3 cupos                     | Cianorte FC Cascavel Rio Branco-PR                               | Segundo mejor ubicado del Campeonato Paranaense 2020 Mejor ubicado del Campeonato Paranaense 2020 Tercer mejor ubicado del Campeonato Paranaense 2020                                                            |
| Pernambuco 2 cupos                 | Retrô Central                                                    | Segundo mejor ubicado del Campeonato Pernambucano 2020 Tercer mejor ubicado del Campeonato Pernambucano 2020 |
| Piauí 2 cupos                      | 4 de Julho Picos                                                 | Campeón del Campeonato Piauiense 2020 Subcampeón del Campeonato Piauiense 2020 |
| Río de Janeiro 3 cupos             | Bangu Boavista Madureira                                         | Tercer mejor ubicado del Campeonato Carioca 2020 Mejor ubicado del Campeonato Carioca 2020 Segundo mejor ubicado del Campeonato Carioca 2020                                                                     |
| Río Grande del Norte 2 cupos       | ABC América de Natal                                             | Campeón del Campeonato Potiguar 2020 Subcampeón del Campeonato Potiguar 2020 |
| Río Grande del Sur 3 cupos         | Aimoré Caxias Esportivo                                          | Tercer mejor ubicado del Campeonato Gaúcho 2020 Mejor ubicado del Campeonato Gaúcho 2020 Segundo mejor ubicado del Campeonato Gaúcho 2020                                                                        |
| Rondonia 2 cupos                   | Porto Velho Real Ariquemes                                       | Campeón del Campeonato Rondoniense 2020 Subcampeón del Campeonato Rondoniense 2020 |
| Roraima 2 cupos                    | GAS São Raimundo-RR                                              | Subcampeón del Campeonato Roraimense 2020 Campeón del Campeonato Roraimense 2020 |
| São Paulo 4 cupos + adicional      | Ferroviária Inter de Limeira Portuguesa-SP Santo André São Bento | Segundo mejor ubicado del Campeonato Paulista 2020 Tercero mejor ubicado del Campeonato Paulista 2020 Campeón de la Copa Paulista 2020 Mejor ubicado del Campeonato Paulista 2020 18.º puesto de la Serie C 2020 |
| Santa Catarina 3 cupos             | Joinville Juventus-SC Marcílio Dias                              | Tercero mejor ubicado del Campeonato Catarinense 2020 Segundo mejor ubicado del Campeonato Catarinense 2020 Mejor ubicado del Campeonato Catarinense 2020                                                        |
| Sergipe 2 cupos                    | Sergipe Itabaiana                                                | Subcampeón del Campeonato Sergipano 2020 Segundo mejor ubicado del Campeonato Sergipano 2020 |
| Tocantins 2 cupos                  | Palmas Tocantinópolis                                            | Campeón del Campeonato Tocantinense 2020 Subcampeón del Campeonato Tocantinense 2020 |

## Fase preliminar
| Fechas          | Local en la ida | Global       | Local en la vuelta | Ida | Vuelta |
| --------------- | --------------- | ------------ | ------------------ | --- | ------ |
| 26 y 30 de mayo | Santana         | 1:5          | GAS                | 1:2 | 0:3    |
| 26 y 30 de mayo | Tocantinópolis  | 3:3 (4:1 p.) | Picos              | 2:0 | 1:3    |
| 26 y 30 de mayo | Real Ariquemes  | 1:5          | Brasiliense        | 0:2 | 1:3    |
| 26 y 30 de mayo | Aquidauanense   | 1:6          | Rio Branco-ES      | 1:4 | 0:2    |

## Fase de grupos

### Grupo A1
|                                                                  | Equipo           | PJ | PG | PE | PP | GF | GC | DG  | Pts |
| ---------------------------------------------------------------- | ---------------- | -- | -- | -- | -- | -- | -- | --- | --- |
| 1                                                                | Castanhal        | 14 | 11 | 3  | 0  | 33 | 11 | +22 | 36  |
| 2                                                                | São Raimundo-RR  | 14 | 8  | 5  | 1  | 28 | 11 | +17 | 29  |
| 3                                                                | Penarol          | 14 | 7  | 3  | 4  | 23 | 14 | +9  | 24  |
| 4                                                                | Gálvez           | 14 | 7  | 1  | 6  | 22 | 24 | −2  | 22  |
| 5                                                                | Fast Clube       | 14 | 3  | 6  | 5  | 21 | 20 | +1  | 15  |
| 6                                                                | Ypiranga-AP      | 14 | 3  | 4  | 7  | 13 | 22 | −9  | 13  |
| 7                                                                | GAS              | 14 | 2  | 3  | 9  | 12 | 29 | −17 | 9   |
| 8                                                                | Atlético Acreano | 14 | 2  | 1  | 11 | 14 | 35 | −21 | 7   |
| Fuente: Brasileirao Serie D - Grupo A1; actualización automática |                  |    |    |    |    |    |    |     |     |

| Local \ Visitante | ACR | CAS | FAS | GAL | GAS | PEN | SRA | YPI |
| ----------------- | --- | --- | --- | --- | --- | --- | --- | --- |
| Atlético Acreano  | —   | 0–1 | 0–0 | 1–4 | 3–1 | 1–2 | 2–3 | 3–2 |
| Castanhal         | 3–1 | —   | 2–1 | 4–1 | 5–0 | 1–1 | 1–1 | 2–1 |
| Fast Clube        | 1–0 | 1–2 | —   | 1–2 | 4–0 | 3–2 | 0–0 | 3–3 |
| Galvez            | 2–1 | 1–5 | 2–2 | —   | 2–1 | 1–3 | 0–1 | 2–0 |
| GAS               | 2–0 | 2–2 | 3–2 | 0–3 | —   | 0–1 | 0–2 | 1–2 |
| Penarol           | 5–0 | 0–1 | 2–1 | 2–0 | 2–1 | —   | 1–1 | 1–1 |
| São Raimundo-RR   | 7–1 | 1–2 | 1–1 | 3–1 | 1–1 | 2–1 | —   | 4–0 |
| Ypiranga-AP       | 2–1 | 0–2 | 1–1 | 0–1 | 0–0 | 1–0 | 0–1 | —   |

### Grupo A2
|                                                                  | Equipo            | PJ | PG | PE | PP | GF | GC | DG  | Pts |
| ---------------------------------------------------------------- | ----------------- | -- | -- | -- | -- | -- | -- | --- | --- |
| 1                                                                | Guarany de Sobral | 14 | 9  | 1  | 4  | 24 | 16 | +8  | 28  |
| 2                                                                | 4 de Julho        | 14 | 7  | 3  | 4  | 18 | 11 | +7  | 24  |
| 3                                                                | Paragominas       | 14 | 6  | 5  | 3  | 26 | 19 | +7  | 23  |
| 4                                                                | Moto Club         | 14 | 6  | 3  | 5  | 20 | 19 | +1  | 21  |
| 5                                                                | Palmas            | 14 | 5  | 3  | 6  | 19 | 17 | +2  | 18  |
| 6                                                                | Imperatriz        | 14 | 3  | 8  | 3  | 14 | 17 | −3  | 17  |
| 7                                                                | Juventude-MA      | 14 | 3  | 5  | 6  | 13 | 21 | −8  | 14  |
| 8                                                                | Tocantinópolis    | 14 | 1  | 4  | 9  | 17 | 31 | −14 | 7   |
| Fuente: Brasileirao Serie D - Grupo A2; actualización automática |                   |    |    |    |    |    |    |     |     |

| Local \ Visitante | 4JU | GUA | IMP | JUV | MOT | PAL | PAR | TOC |
| ----------------- | --- | --- | --- | --- | --- | --- | --- | --- |
| 4 de Julho        | —   | 0–2 | 2–0 | 1–0 | 2–0 | 1–2 | 4–0 | 1–1 |
| Guarany de Sobral | 3–1 | —   | 1–1 | 2–1 | 4–2 | 2–1 | 1–0 | 2–1 |
| Imperatriz        | 0–0 | 1–0 | —   | 1–1 | 0–1 | 3–2 | 2–2 | 3–2 |
| Juventude-MA      | 0–0 | 2–0 | 1–1 | —   | 0–3 | 0–3 | 1–3 | 3–3 |
| Moto Club         | 1–0 | 0–2 | 1–1 | 3–1 | —   | 1–0 | 1–4 | 3–0 |
| Palmas            | 1–2 | 0–2 | 0–0 | 1–2 | 2–1 | —   | 0–0 | 2–1 |
| Paragominas       | 1–2 | 2–1 | 4–1 | 0–0 | 2–2 | 1–1 | —   | 4–1 |
| Tocantinópolis    | 0–2 | 4–2 | 0–0 | 0–1 | 1–1 | 1–4 | 2–3 | —   |

### Grupo A3
|                                                                  | Equipo            | PJ | PG | PE | PP | GF | GC | DG  | Pts |
| ---------------------------------------------------------------- | ----------------- | -- | -- | -- | -- | -- | -- | --- | --- |
| 1                                                                | ABC               | 14 | 9  | 1  | 4  | 30 | 13 | +17 | 28  |
| 2                                                                | Campinense        | 14 | 7  | 4  | 3  | 23 | 12 | +11 | 25  |
| 3                                                                | América-RN        | 14 | 6  | 4  | 4  | 25 | 20 | +5  | 22  |
| 4                                                                | Atlético Cearense | 14 | 6  | 3  | 5  | 22 | 20 | +2  | 21  |
| 5                                                                | Sousa             | 14 | 4  | 4  | 6  | 16 | 18 | −2  | 16  |
| 6                                                                | Central           | 14 | 3  | 6  | 5  | 13 | 17 | −4  | 15  |
| 7                                                                | Treze             | 14 | 2  | 9  | 3  | 18 | 16 | +2  | 15  |
| 8                                                                | Caucaia           | 14 | 2  | 3  | 9  | 20 | 51 | −31 | 9   |
| Fuente: Brasileirao Serie D - Grupo A3; actualización automática |                   |    |    |    |    |    |    |     |     |

| Local \ Visitante | ABC | AME | CEA | CAM | CAU | CEN | SOU | TRE |
| ----------------- | --- | --- | --- | --- | --- | --- | --- | --- |
| ABC               | —   | 3–1 | 0–2 | 2–0 | 9–1 | 2–0 | 4–0 | 2–0 |
| América-RN        | 2–3 | —   | 2–0 | 0–0 | 4–2 | 1–0 | 4–1 | 2–2 |
| Atlético Cearense | 1–0 | 0–2 | —   | 2–3 | 4–1 | 0–0 | 2–0 | 2–2 |
| Campinense        | 0–1 | 3–0 | 3–0 | —   | 5–0 | 2–1 | 1–0 | 0–0 |
| Caucaia           | 3–2 | 2–2 | 3–4 | 3–3 | —   | 1–1 | 1–0 | 0–4 |
| Central           | 1–1 | 2–1 | 1–3 | 0–1 | 3–2 | —   | 0–0 | 2–1 |
| Sousa             | 2–0 | 0–2 | 2–1 | 3–2 | 7–0 | 0–0 | —   | 0–0 |
| Treze             | 0–1 | 2–2 | 1–1 | 0–0 | 3–1 | 2–2 | 1–1 | —   |

### Grupo A4
|                                                                  | Equipo                 | PJ | PG | PE | PP | GF | GC | DG  | Pts |
| ---------------------------------------------------------------- | ---------------------- | -- | -- | -- | -- | -- | -- | --- | --- |
| 1                                                                | Juazeirense            | 14 | 7  | 6  | 1  | 18 | 9  | +9  | 27  |
| 2                                                                | Itabaiana              | 14 | 7  | 5  | 2  | 22 | 13 | +9  | 26  |
| 3                                                                | Sergipe                | 14 | 6  | 5  | 3  | 16 | 8  | +8  | 23  |
| 4                                                                | Retrô                  | 14 | 4  | 8  | 2  | 17 | 14 | +3  | 20  |
| 5                                                                | Atlético de Alagoinhas | 14 | 4  | 6  | 4  | 15 | 17 | −2  | 18  |
| 6                                                                | Bahía de Feira         | 14 | 3  | 6  | 5  | 18 | 20 | −2  | 15  |
| 7                                                                | ASA                    | 14 | 3  | 3  | 8  | 12 | 22 | −10 | 12  |
| 8                                                                | Murici                 | 14 | 1  | 3  | 10 | 14 | 29 | −15 | 6   |
| Fuente: Brasileirao Serie D - Grupo A4; actualización automática |                        |    |    |    |    |    |    |     |     |

| Local \ Visitante      | ASA | ATL | BFE | ITA | JUA | MUR | RET | SER |
| ---------------------- | --- | --- | --- | --- | --- | --- | --- | --- |
| ASA                    | —   | 0–0 | 1–1 | 0–2 | 1–0 | 4–2 | 0–1 | 1–3 |
| Atlético de Alagoinhas | 1–0 | —   | 2–2 | 0–0 | 3–3 | 1–0 | 1–1 | 0–0 |
| Bahia de Feira         | 1–0 | 1–2 | —   | 0–1 | 1–1 | 6–1 | 1–1 | 1–1 |
| Itabaiana              | 4–1 | 3–1 | 1–2 | —   | 1–1 | 1–0 | 1–2 | 2–1 |
| Juazeirense            | 2–0 | 1–0 | 2–1 | 1–1 | —   | 2–1 | 1–0 | 0–0 |
| Murici                 | 0–1 | 2–3 | 2–0 | 2–2 | 0–3 | —   | 2–2 | 1–1 |
| Retrô                  | 3–3 | 3–1 | 1–1 | 2–2 | 0–0 | 1–0 | —   | 0–0 |
| Sergipe                | 2–0 | 1–0 | 4–0 | 0–1 | 0–1 | 2–1 | 1–0 | —   |

### Grupo A5
|                                                                  | Equipo             | PJ | PG | PE | PP | GF | GC | DG  | Pts |
| ---------------------------------------------------------------- | ------------------ | -- | -- | -- | -- | -- | -- | --- | --- |
| 1                                                                | Aparecidense       | 14 | 8  | 4  | 2  | 19 | 8  | +11 | 28  |
| 2                                                                | Nova Mutum         | 14 | 8  | 3  | 3  | 18 | 11 | +7  | 27  |
| 3                                                                | União Rondonópolis | 14 | 7  | 3  | 4  | 21 | 15 | +6  | 24  |
| 4                                                                | Brasiliense        | 14 | 6  | 3  | 5  | 22 | 14 | +8  | 21  |
| 5                                                                | Goianésia          | 14 | 5  | 6  | 3  | 15 | 14 | +1  | 21  |
| 6                                                                | Porto Velho        | 14 | 2  | 7  | 5  | 10 | 16 | −6  | 13  |
| 7                                                                | Gama               | 14 | 2  | 6  | 6  | 13 | 18 | −5  | 12  |
| 8                                                                | Jaraguá            | 14 | 1  | 2  | 11 | 6  | 28 | −22 | 5   |
| Fuente: Brasileirao Serie D - Grupo A5; actualización automática |                    |    |    |    |    |    |    |     |     |

| Local \ Visitante  | APA | BRS | GAM | GNS | JAR | NMU | PVE | UNR |
| ------------------ | --- | --- | --- | --- | --- | --- | --- | --- |
| Aparecidense       | —   | 1–0 | 2–1 | 4–1 | 1–0 | 3–1 | 0–1 | 1–1 |
| Brasiliense        | 1–2 | —   | 0–0 | 1–1 | 3–0 | 3–1 | 2–1 | 2–3 |
| Gama               | 0–0 | 0–1 | —   | 0–0 | 4–1 | 0–3 | 1–1 | 0–3 |
| Goianésia          | 0–0 | 1–1 | 2–1 | —   | 0–1 | 1–0 | 1–1 | 3–3 |
| Jaraguá            | 1–1 | 0–4 | 1–3 | 0–3 | —   | 1–2 | 0–0 | 0–2 |
| Nova Mutum         | 1–0 | 1–0 | 1–1 | 2–0 | 2–0 | —   | 1–1 | 1–0 |
| Porto Velho        | 0–2 | 1–3 | 1–1 | 0–1 | 1–0 | 1–1 | —   | 0–2 |
| União Rondonópolis | 0–2 | 2–1 | 2–1 | 0–1 | 2–1 | 0–1 | 1–1 | —   |

### Grupo A6
|                                                                  | Equipo        | PJ | PG | PE | PP | GF | GC | DG  | Pts |
| ---------------------------------------------------------------- | ------------- | -- | -- | -- | -- | -- | -- | --- | --- |
| 1                                                                | Ferroviária   | 14 | 10 | 3  | 1  | 24 | 5  | +19 | 33  |
| 2                                                                | Boa Esporte   | 14 | 6  | 6  | 2  | 20 | 11 | +9  | 24  |
| 3                                                                | Uberlândia    | 14 | 6  | 5  | 3  | 21 | 15 | +6  | 23  |
| 4                                                                | Caldense      | 14 | 6  | 3  | 5  | 26 | 19 | +7  | 21  |
| 5                                                                | Rio Branco VN | 14 | 5  | 6  | 3  | 18 | 13 | +5  | 21  |
| 6                                                                | Rio Branco-ES | 14 | 4  | 3  | 7  | 17 | 22 | −5  | 15  |
| 7                                                                | Patrocinense  | 14 | 1  | 4  | 9  | 9  | 22 | −13 | 7   |
| 8                                                                | Águia Negra   | 14 | 1  | 4  | 9  | 13 | 41 | −28 | 7   |
| Fuente: Brasileirao Serie D - Grupo A6; actualización automática |               |    |    |    |    |    |    |     |     |

| Local \ Visitante | AGN | BOA | CAL | FER | PAT | RES | RVN | UBE |
| ----------------- | --- | --- | --- | --- | --- | --- | --- | --- |
| Águia Negra       | —   | 0–0 | 0–6 | 0–1 | 4–1 | 2–6 | 2–2 | 1–1 |
| Boa Esporte       | 4–0 | —   | 1–1 | 0–0 | 2–0 | 1–1 | 3–1 | 2–2 |
| Caldense          | 6–2 | 0–1 | —   | 0–1 | 0–0 | 1–2 | 0–0 | 3–1 |
| Ferroviária       | 7–0 | 2–0 | 3–1 | —   | 1–0 | 2–0 | 1–0 | 0–3 |
| Patrocinense      | 1–0 | 1–3 | 2–3 | 0–2 | —   | 0–0 | 1–1 | 0–1 |
| Rio Branco-ES     | 2–0 | 1–2 | 1–2 | 0–3 | 2–1 | —   | 0–3 | 0–2 |
| Rio Branco VN     | 2–2 | 2–1 | 3–0 | 0–0 | 2–1 | 0–0 | —   | 1–0 |
| Uberlândia        | 2–0 | 0–0 | 2–3 | 1–1 | 1–1 | 3–2 | 2–1 | —   |

### Grupo A7
|                                                                  | Equipo           | PJ | PG | PE | PP | GF | GC | DG | Pts |
| ---------------------------------------------------------------- | ---------------- | -- | -- | -- | -- | -- | -- | -- | --- |
| 1                                                                | Portuguesa-SP    | 14 | 6  | 6  | 2  | 20 | 12 | +8 | 24  |
| 2                                                                | Santo André      | 14 | 6  | 3  | 5  | 16 | 13 | +3 | 21  |
| 3                                                                | Cianorte         | 14 | 4  | 8  | 2  | 12 | 9  | +3 | 20  |
| 4                                                                | Bangu            | 14 | 5  | 4  | 5  | 14 | 16 | −2 | 19  |
| 5                                                                | Inter de Limeira | 14 | 5  | 4  | 5  | 11 | 14 | −3 | 19  |
| 6                                                                | Boavista         | 14 | 5  | 3  | 6  | 11 | 13 | −2 | 18  |
| 7                                                                | São Bento        | 14 | 3  | 5  | 6  | 10 | 13 | −3 | 14  |
| 8                                                                | Madureira        | 14 | 3  | 5  | 6  | 12 | 16 | −4 | 14  |
| Fuente: Brasileirao Serie D - Grupo A7; actualización automática |                  |    |    |    |    |    |    |    |     |

| Local \ Visitante | BAN | BOA | CIA | INL | MAD | POR | SAN | SBE |
| ----------------- | --- | --- | --- | --- | --- | --- | --- | --- |
| Bangu             | —   | 0–2 | 1–1 | 1–1 | 3–1 | 2–1 | 1–2 | 1–0 |
| Boavista          | 2–0 | —   | 1–1 | 0–1 | 1–1 | 0–1 | 0–2 | 0–0 |
| Cianorte          | 2–0 | 2–1 | —   | 0–0 | 0–0 | 0–0 | 1–1 | 1–0 |
| Inter de Limeira  | 0–1 | 1–0 | 2–1 | —   | 0–3 | 1–1 | 1–2 | 0–2 |
| Madureira         | 1–0 | 1–2 | 0–0 | 1–2 | —   | 1–1 | 1–0 | 1–2 |
| Portuguesa-SP     | 1–1 | 3–0 | 2–2 | 0–1 | 2–0 | —   | 1–0 | 2–0 |
| Santo André       | 1–2 | 0–1 | 1–0 | 2–1 | 2–0 | 2–2 | —   | 1–1 |
| São Bento         | 1–1 | 0–1 | 0–1 | 0–0 | 1–1 | 2–3 | 1–0 | —   |

### Grupo A8
|                                                                  | Equipo        | PJ | PG | PE | PP | GF | GC | DG  | Pts |
| ---------------------------------------------------------------- | ------------- | -- | -- | -- | -- | -- | -- | --- | --- |
| 1                                                                | Joinville     | 14 | 7  | 7  | 0  | 17 | 6  | +11 | 28  |
| 2                                                                | FC Cascavel   | 14 | 7  | 6  | 1  | 27 | 17 | +10 | 27  |
| 3                                                                | Esportivo     | 14 | 4  | 6  | 4  | 15 | 13 | +2  | 18  |
| 4                                                                | Caxias        | 14 | 4  | 6  | 4  | 15 | 13 | +2  | 18  |
| 5                                                                | Juventus-SC   | 14 | 4  | 6  | 4  | 12 | 11 | +1  | 18  |
| 6                                                                | Marcílio Dias | 14 | 4  | 6  | 4  | 13 | 17 | −4  | 18  |
| 7                                                                | Aimoré        | 14 | 3  | 3  | 8  | 15 | 18 | −3  | 12  |
| 8                                                                | Rio Branco-PR | 14 | 1  | 4  | 9  | 8  | 27 | −19 | 7   |
| Fuente: Brasileirao Serie D - Grupo A8; actualización automática |               |    |    |    |    |    |    |     |     |

| Local \ Visitante | AIM | CAX | ESP | FCC | JOI | JUV | MDI | RBR |
| ----------------- | --- | --- | --- | --- | --- | --- | --- | --- |
| Aimoré            | —   | 2–0 | 1–1 | 1–3 | 0–0 | 0–1 | 4–1 | 1–0 |
| Caxias            | 2–1 | —   | 0–1 | 1–1 | 0–0 | 1–1 | 2–0 | 5–1 |
| Esportivo         | 2–1 | 1–1 | —   | 2–2 | 0–1 | 2–1 | 0–0 | 4–1 |
| FC Cascavel       | 2–2 | 1–0 | 2–1 | —   | 3–3 | 1–0 | 2–0 | 3–1 |
| Joinville         | 1–0 | 2–0 | 0–0 | 3–1 | —   | 1–0 | 1–1 | 3–0 |
| Juventus-SC       | 1–0 | 1–1 | 1–0 | 1–1 | 0–1 | —   | 2–0 | 0–0 |
| Marcílio Dias     | 3–2 | 0–0 | 2–1 | 1–1 | 1–1 | 1–1 | —   | 2–0 |
| Rio Branco-PR     | 1–0 | 1–2 | 0–0 | 1–4 | 0–0 | 2–2 | 0–1 | —   |

## Segunda fase
| Fechas                | Local en la ida    | Global         | Local en la vuelta | Ida | Vuelta |
| --------------------- | ------------------ | -------------- | ------------------ | --- | ------ |
| 11 y 17 de septiembre | Caldense           | 2:3            | Aparecidense       | 1:0 | 1:3    |
| 11 y 18 de septiembre | União Rondonópolis | 3:1            | Boa Esporte        | 2:0 | 1:1    |
| 11 y 18 de septiembre | Atlético Cearense  | 1:1 (5-3 pen.) | Juazeirense        | 1:1 | 0:0    |
| 11 y 18 de septiembre | Bangu              | 2:2 (3-4 pen.) | Joinville          | 1:1 | 1:1    |
| 11 y 18 de septiembre | Esportivo          | 1:1 (5-4 pen.) | Santo André        | 0:1 | 1:0    |
| 11 y 19 de septiembre | América-RN         | 3:1            | Itabaiana          | 1:1 | 2:0    |
| 12 y 18 de septiembre | Cianorte           | 3:0            | FC Cascavel        | 0:0 | 3:0    |
| 12 y 18 de septiembre | Penarol            | 1:3            | 4 de Julho         | 1:0 | 0:3    |
| 12 y 18 de septiembre | Sergipe            | 3:3 (2-4 pen.) | Campinense         | 2:2 | 1:1    |
| 12 y 18 de septiembre | Brasiliense        | 0:1            | Ferroviária        | 0:0 | 0:1    |
| 12 y 18 de septiembre | Caxias             | 1:1 (4-1 pen.) | Portuguesa-SP      | 1:0 | 0:1    |
| 12 y 19 de septiembre | Retrô              | 3:4            | ABC                | 1:1 | 2:3    |
| 12 y 19 de septiembre | Uberlândia         | 3:1            | Nova Mutum         | 1:1 | 2:0    |
| 12 y 19 de septiembre | Moto Club          | 4:1            | Castanhal          | 2:0 | 2:1    |
| 12 y 19 de septiembre | Paragominas        | 3:1            | São Raimundo-RR    | 1:0 | 2:1    |
| 13 y 20 de septiembre | Gálvez             | 0:2            | Guarany de Sobral  | 0:0 | 0:2    |

## Tercera fase
| Fechas                          | Local en la ida   | Global         | Local en la vuelta | Ida | Vuelta |
| ------------------------------- | ----------------- | -------------- | ------------------ | --- | ------ |
| 25 de septiembre y 2 de octubre | Caxias            | 4:0            | União Rondonópolis | 2:0 | 2:0    |
| 25 de septiembre y 3 de octubre | Campinense        | 4:1            | Guarany de Sobral  | 2:1 | 2:0    |
| 25 de septiembre y 3 de octubre | Esportivo         | 2:3            | Ferroviária        | 1:2 | 1:1    |
| 25 de septiembre y 3 de octubre | Atlético Cearense | 3:2            | Paragominas        | 2:0 | 1:2    |
| 26 de septiembre y 2 de octubre | Cianorte          | 0:1            | Aparecidense       | 0:0 | 0:1    |
| 26 de septiembre y 2 de octubre | Uberlândia        | 2:2 (3-1 pen.) | Joinville          | 1:0 | 1:2    |
| 26 de septiembre y 3 de octubre | América-RN        | 5:2            | Moto Club          | 1:0 | 4:2    |
| 26 de septiembre y 3 de octubre | 4 de Julho        | 1:3            | ABC                | 1:1 | 0:2    |

## Fase final

### Clasificación general de los clasificados
|   | Equipo            | PJ | PG | PE | PP | GF | GC | DG  | Pts |
| - | ----------------- | -- | -- | -- | -- | -- | -- | --- | --- |
| 1 | Ferroviária       | 18 | 12 | 5  | 1  | 28 | 7  | +21 | 41  |
| 2 | ABC               | 18 | 11 | 3  | 4  | 37 | 17 | +20 | 36  |
| 3 | Aparecidense      | 18 | 10 | 5  | 3  | 23 | 10 | +13 | 35  |
| 4 | Campinense        | 18 | 9  | 6  | 3  | 30 | 16 | +14 | 33  |
| 5 | América-RN        | 18 | 9  | 5  | 4  | 33 | 23 | +10 | 32  |
| 6 | Uberlândia        | 18 | 8  | 6  | 4  | 26 | 18 | +8  | 30  |
| 7 | Caxias            | 18 | 7  | 6  | 5  | 20 | 14 | +6  | 27  |
| 8 | Atlético Cearense | 18 | 7  | 5  | 6  | 26 | 23 | +3  | 26  |

### Cuartos de final
| Fechas             | Local en la ida   | Global         | Local en la vuelta | Ida | Vuelta |
| ------------------ | ----------------- | -------------- | ------------------ | --- | ------ |
| 9 y 16 de octubre  | América-RN        | 0:0 (2-4 pen.) | Campinense         | 0:0 | 0:0    |
| 9 y 16 de octubre  | Uberlândia        | 1:2            | Aparecidense       | 0:1 | 1:1    |
| 10 y 17 de octubre | Atlético Cearense | 1:1 (4-3 pen.) | Ferroviária        | 1:1 | 0:0    |
| 10 y 17 de octubre | Caxias            | 0:3            | ABC                | 0:0 | 0:3    |

### Semifinales
| Fechas             | Local en la ida   | Global | Local en la vuelta | Ida | Vuelta |
| ------------------ | ----------------- | ------ | ------------------ | --- | ------ |
| 23 y 30 de octubre | Atlético Cearense | 2:4    | Campinense         | 1:1 | 1:3    |
| 24 y 31 de octubre | Aparecidense      | 4:3    | ABC                | 4:2 | 0:1    |

### Final
| Fechas              | Local en la ida | Global | Local en la vuelta | Ida | Vuelta |
| ------------------- | --------------- | ------ | ------------------ | --- | ------ |
| 6 y 13 de noviembre | Campinense      | 1:2    | Aparecidense       | 0:1 | 1:1    |

#### Campeón
| Serie D 2021                |
| --------------------------- |
| Bandera del estado de Goiás |
| Aparecidense 1.º Título     |

## Ascendidos
| Bandera del estado de Paraíba | Bandera del estado de Goiás | Bandera del estado de Ceará | Bandera del estado de Río Grande del Norte |
| Campinense                    | Aparecidense                | Atlético Cearense           | ABC                                        |
| Ascenso a Serie C 2022        | Ascenso a Serie C 2022      | Ascenso a Serie C 2022      | Ascenso a Serie C 2022                     |

## Goleadores
| Jugador        | Equipo      | Goles |
| -------------- | ----------- | ----- |
| Gabriel Santos | Caldense    | 13    |
| Ingro          | Uberlândia  | 11    |
| Pecel          | Castanhal   | 9     |
| Olavio         | Atlético-CE | 8     |
| Igor Bahía     | Murici      | 8     |
| Railson        | Penarol     | 8     |
| Robinho        | FC Cascavel | 8     |
| Wallyson       | ABC         | 8     |
| Michel         | Caxias      | 8     |